# Hylocharis
Hylocharis és un gènere d'ocells de la subfamília dels troquilins (Trochilinae) dins la família dels troquílids (Trochilidae). Conté dues espècies que es troben a Amèrica del Sud.

## Taxonomia
El gènere Hylocharis va ser introduït el 1831 pel naturalista alemany Friedrich Boie. El 1840, el zoòleg anglès George Robert Gray va designar el colibrí amazília gorja-roig com l'espècie tipus. El nom del gènere combina el grec antic «hule» que significa “bosc” amb «kharis» que significa “bellesa”.
Aquest gènere antigament incloïa espècies addicionals. Un estudi filogenètic molecular publicat el 2014 va trobar que el gènere Hylocharis era polifilètic. En la classificació revisada per crear gèneres monofilètics, les espècies van ser traslladades a Chrysuronia i Chlorestes.
Segons la Classificació del Congrés Ornitològic Internacional (versió 14,.2, 2024) aquest gènere està format per 2 espècies:
- colibrí safir bronzat (Hylocharis chrysura).
- colibrí amazília gorja-roig (Hylocharis sapphirina).